# Astragalus ferociformis
Astragalus ferociformis är en ärtväxtart som beskrevs av Sirj., Rech.f. och Paul Aellen. Astragalus ferociformis ingår i släktet vedlar, och familjen ärtväxter. Inga underarter finns listade i Catalogue of Life.